# Аэропорт (район Москвы)
Аэропо́рт — район и соответствующее ему одноимённое внутригородское муниципальное образование в Москве. Район входит в Северный административный округ.
Раньше эта территория входила в состав Фрунзенского района. В 1991 году был образован муниципальный округ Аэропорт, получивший статус района в 1995 году. Муниципальное образование создано в 2003 году.

## Границы района
Граница района проходит по Ленинградскому проспекту, улицам Новая Башиловка, Верхняя Масловка, 8 Марта и Балтийской улице, а также по участку Рижского направления Московской железной дороги.

## История
На месте района находились Петровский путевой дворец и села Петровское-Зыково, Всехсвятское, вошедшие в состав Москвы в начале 20-го века.

## Население
| 2002    | 2010    | 2012    | 2013    | 2014    | 2015    | 2016    |
| ------- | ------- | ------- | ------- | ------- | ------- | ------- |
| 74 775  | ↘73 029 | ↗75 621 | ↗76 318 | ↗76 839 | ↗78 893 | ↗78 943 |
| 2017    | 2018    | 2019    | 2020    | 2021    | 2023    | 2024    |
| ↘78 867 | ↗79 294 | ↗79 486 | ↗79 541 | ↗79 757 | ↗81 964 | ↘81 833 |

### Национальный состав
По итогам переписи населения 2020 года проживали следующие национальности (национальности менее 0,1 % и другое, см. в сноске к строке «Другие»):
| Национальность | Численность, чел. | Доля     |
| -------------- | ----------------- | -------- |
| Русские        | 50 575            | 63,41 %  |
| Евреи          | 5588              | 7,01 %   |
| Татары         | 432               | 0,54 %   |
| Армяне         | 401               | 0,50 %   |
| Украинцы       | 325               | 0,41 %   |
| Узбеки         | 188               | 0,24 %   |
| Грузины        | 158               | 0,20 %   |
| Азербайджанцы  | 109               | 0,14 %   |
| Белорусы       | 100               | 0,13 %   |
| Киргизы        | 86                | 0,11 %   |
| Другие         | 21 795            | 27,31 %  |
| Итого          | 79 757            | 100,00 % |

## Архитектура района

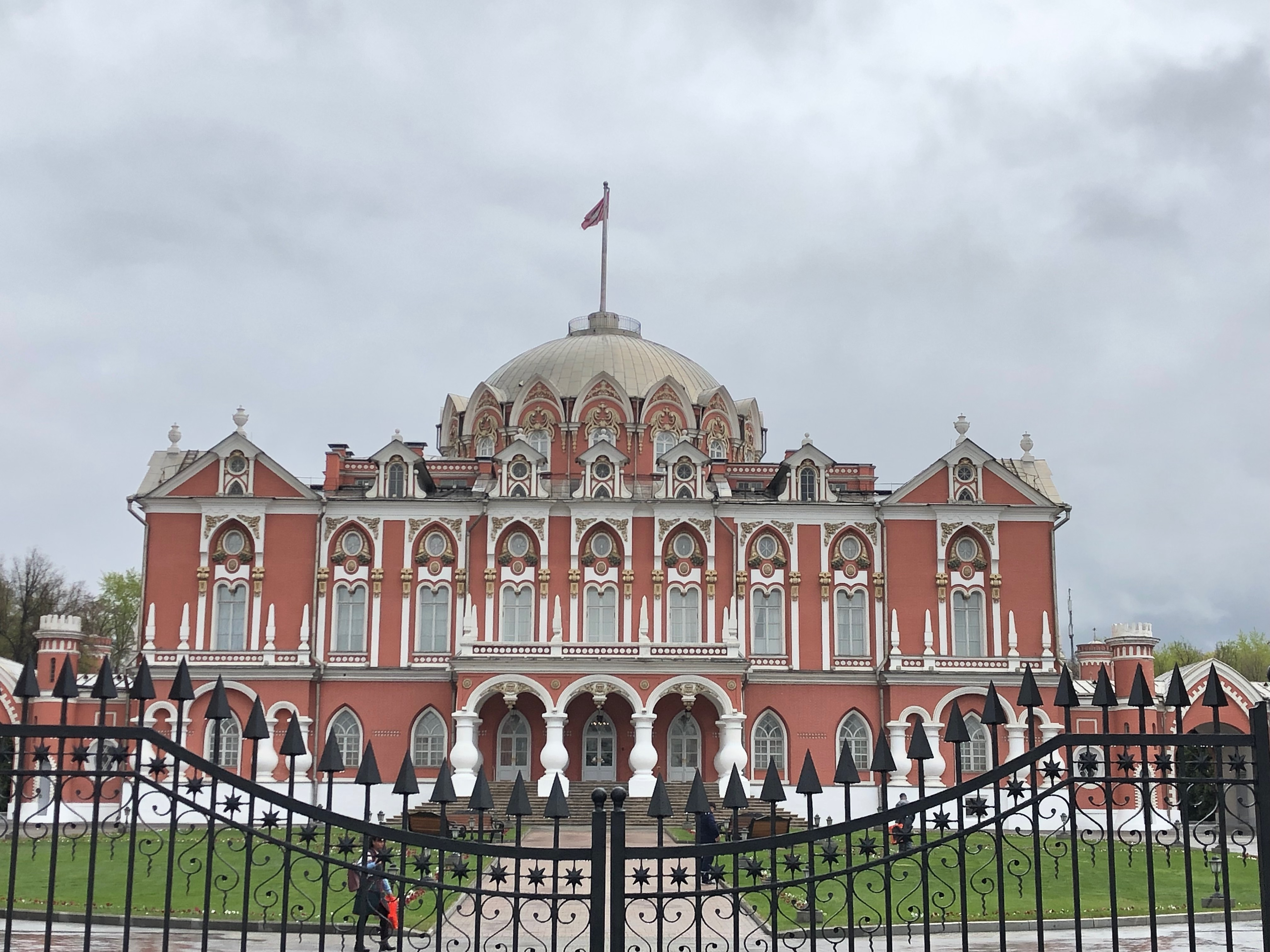
Петровский путевой дворец

### Петровский путевой дворец
Построен по приказу Екатерины II в 1776—1780-х годах в честь успешного завершения Русско-турецкой войны 1768—1774 годов как резиденция для отдыха знатных особ после долгой дороги из Петербурга в Москву (отсюда его название — «путевой») на подъездах к Москве по проекту архитектора Матвея Казакова.
В 1920 году Петровский путевой дворец был передан Военно-воздушной инженерной академии им. Н. Е. Жуковского, а с 1997 года — находится в ведении администрации города Москвы. Начиная с 1998 года во дворце проводятся реставрационные работы. 5 марта 2009 года произошло открытие элитной гостиницы внутри дворца.

### Стадион «Динамо»
Был построен в 1928 году по проекту архитекторов А. Я. Лангмана и Л. В. Чериковера. Помимо футбольного поля, есть беговые дорожки вокруг него, которые сейчас не используются. В 1980 году во время московской Олимпиады стадион принимал матчи футбольного турнира. У входа на северную трибуну стоит памятник Льву Яшину. В 2008 году стадиону исполнилось 80 лет. 22 ноября 2008 года прошёл прощальный матч на стадионе. В 2009 году началась капитальная реконструкция стадиона, завершившаяся в 2018 году. Ныне носит название «ВТБ Арена — Центральный стадион „Динамо“ имени Льва Яшина».

### Станции метро второй очереди
Станции метро «Сокол», «Аэропорт» и «Динамо» являются памятниками архитектуры.

### Городок художников
Архитектурный комплекс, в котором живут и работают художники, строился на протяжении нескольких лет с 1929 по 1957 год. Проект был разработан в бригаде АСНОВА архитекторами Ю. Н. Герасимовым, В. Ф. Кринским, Л. М. Лисенко, А. М. Рухлядевым, инженером Ю. С. Рубинштейном. Из первоначального плана были реализованы четыре здания. Городок художников является объектом культурного наследия.

### Всехсвятский студенческий городок
Строился в 1929—1935 годах по проекту архитекторов Б. В. Гладкова, Б. Н. Блохина и А. М. Зальцмана. Состоял из 8 корпусов общежитий. К настоящему времени сохранилось 4 корпуса и остатки парка с фонтаном и памятником Ленину.

### Эльдорадо, здание ресторана
«Эльдорадо» — здание ресторана и гостиницы построенные в 1908 году в стиле модерн по проекту Л. Н. Кекушева. Здание находится по адресу Красноармейская улица, дом № 1. Здание является объектом культурного наследия регионального значения. В 2023 году офисное здание компании Мечел.

## Парки и скверы
На территории района находится несколько зеленых зон — Петровский парк, парк физкультуры и спорта «Динамо», Головановский народный парк, а также скверы вокруг Амбулаторного пруда и на улице Черняховского.

### Петровский парк
Создан в 1827 году при Петровском путевом дворце по проекту архитектора А. А. Менеласа; руководил строительством генерал А. А. Башилов. В парке, занимавшем площадь более 65 га, размещались большой летний Петровский театр (отсюда название одной из аллей — Театральная), деревянное здание «воксала» для концертов и танцев, качели «для народа», беседки для отдыха, тенистые аллеи и куртины. С 1830-х гг. парк стал местом народных гуляний и соперничал по популярности с Нескучным садом. Во второй половине XIX — начале XX вв. в парке размещались модные московские рестораны, в том числе «Яр» и «Стрельна». Петровский парк сохраняет пейзажную планировку. Среди зелёных насаждений преобладают липа, лиственница, тополь, дуб, клён; имеются уникальные старовозрастные экземпляры. Реконструирован в 1985—86 гг. Охраняется как памятник садово-паркового искусства XIX века.

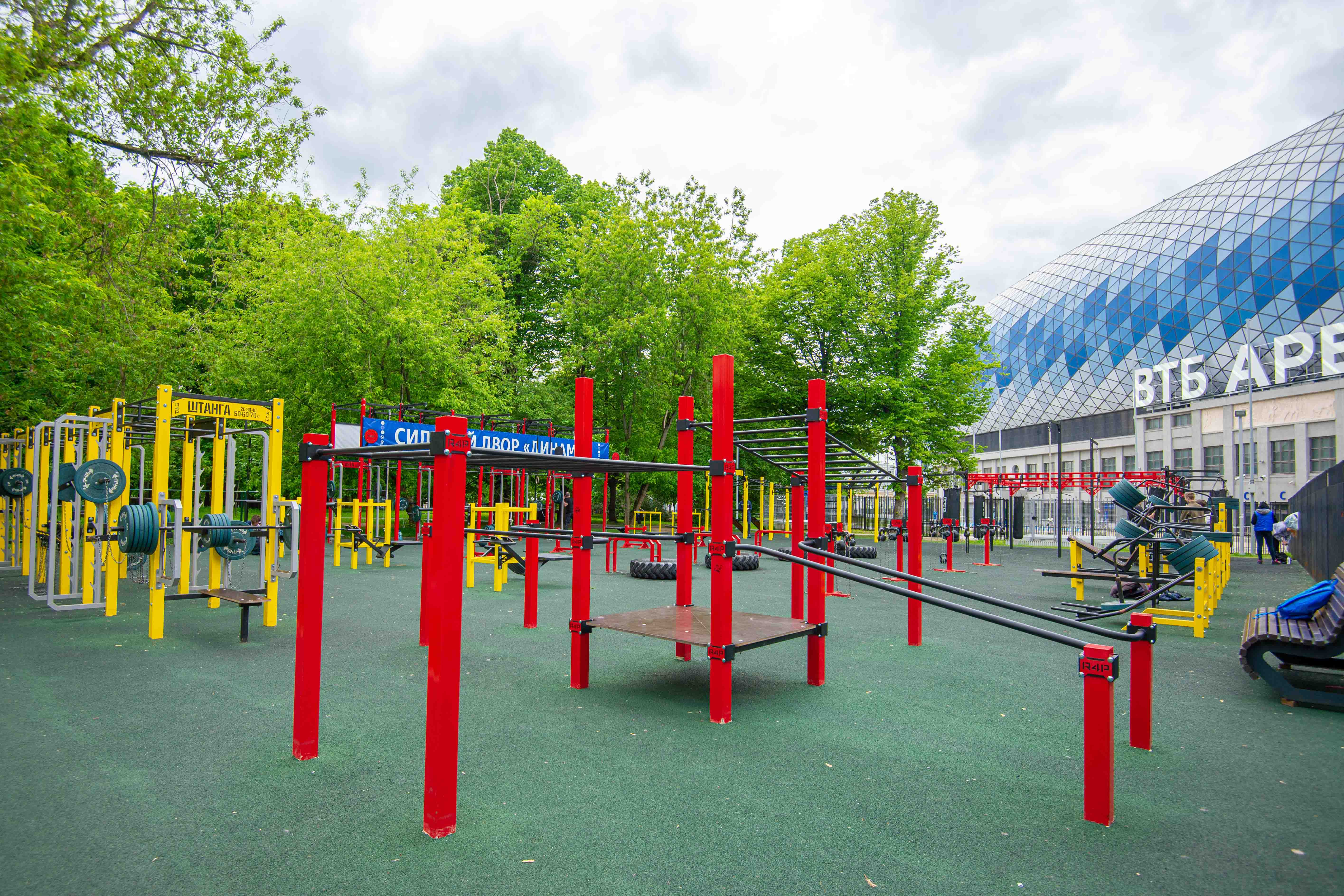
Воркауты и тренажеры в парке физкультуры и спорта «Динамо»

### Парк физкультуры и спорта «Динамо»
Парк площадью около 8 гектаров простирается вокруг стадиона «Динамо» вдоль Московской аллеи, параллельно Ленинградскому проспекту. Парк был построен в 1934 году по проекту архитектора Лазаря Чериковера. По замыслу, зеленая зона со спортивными площадками должна была продолжением стадиона — москвичи охотно занимались здесь физкультурой на открытом воздухе. К Фестивалю молодежи и студентов 1957 года, а позже к Московской Олимпиаде 1980 года в парке обустраивали новые и новые спортивные объекты. Однако впоследствии физкультурные активности стали чаще проводиться в зданиях спортивного комплекса, и зеленая зона перестала использоваться в качестве полноценного спортивного объекта, став транзитной зоной для местных жителей по пути к станции метро «Динамо».
В 2013 году было принято решение благоустроить парк, уделив внимание не только созданию здесь современной инфраструктуры, но и изучению и сохранению имеющихся ценностей. В ходе работ эксперты провели на территории исторические и дендрологические исследования — в парковой зоне были обнаружены старые деревья ценных пород, сохранившиеся скульптуры, остатки фонтанов и другие архитектурные элементы.

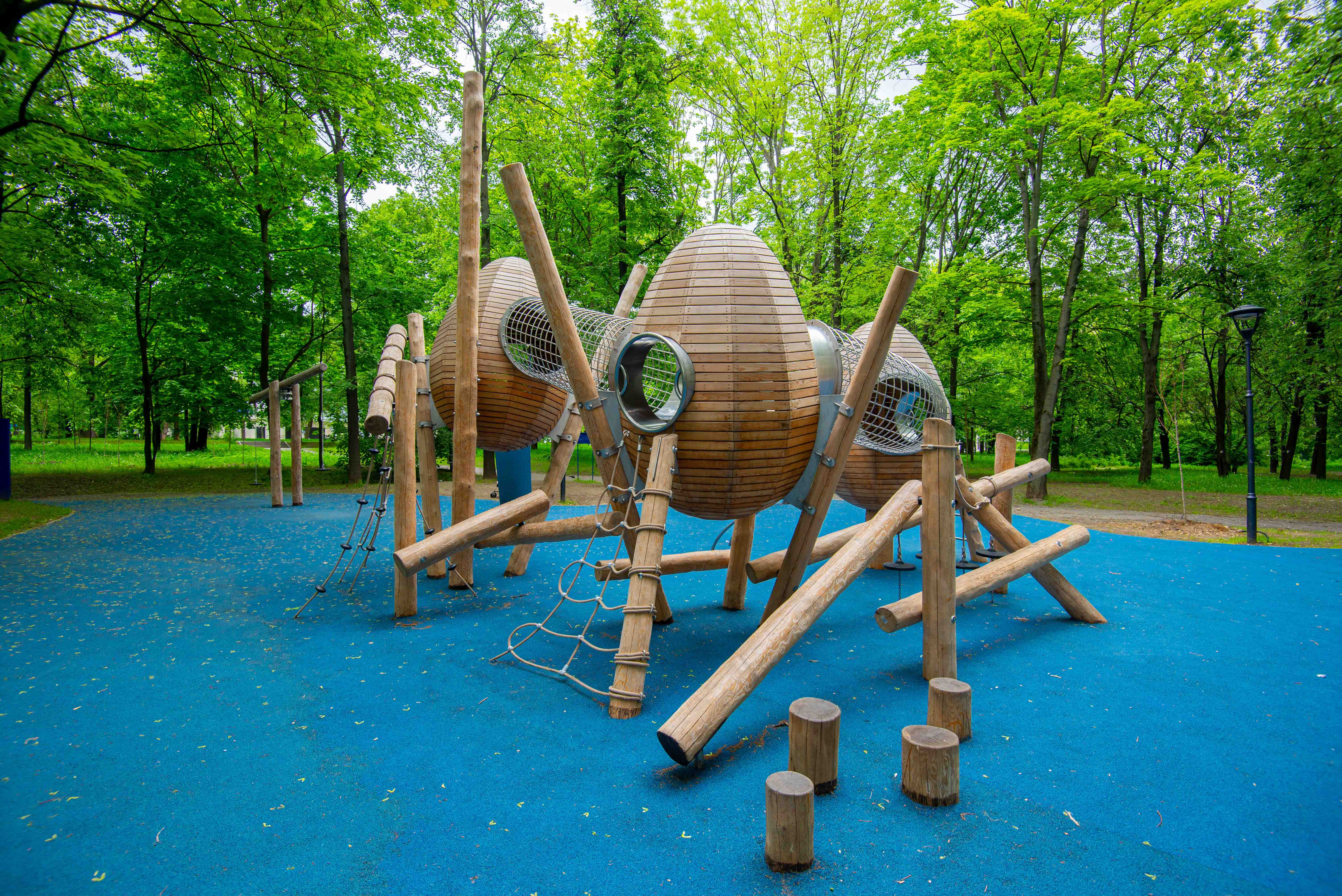
Детская площадка

В 2020 году парк открылся после реконструкции. На территории у стадиона есть универсальная спортивная зона с тренажерами на все группы мышц, турниками, баскетбольно-волейбольно-футбольной площадкой, скейт-парком, а также площадка для игры в городки. В центральной части парка находится аллея с фонтаном, а в юго-восточной — детская площадка в виде птичьих гнезд.
На входе в парковую зону со стороны Ленинградского проспекта находится бронзовый памятник вратарю Льву Яшину. Его изготовили по проекту скульптора Александра Рукавишникова и в 1999 году, к 70-летию футболиста, установили у северной трибуны стадиона «Динамо». В 2010 году из-за реконструкции спортивного комплекса памятник перенесли на место у входа в парк.

### Головановский народный парк
Народный парк располагается вдоль Головановского переулка между жилым кварталом и бывшими общежитиями Всехсвятского студенческого городка, построенного в 1930-х годах. Ранее это был сквер студгородка, от которого здесь сохранился только памятник Владимиру Ленину. Зеленую зону благоустроили и присвоили ей статус народного парка в 2014 году. Сегодня здесь располагается детская площадка, столы для игры в настольный теннис и прогулочные дорожки со скамейками и цветниками.

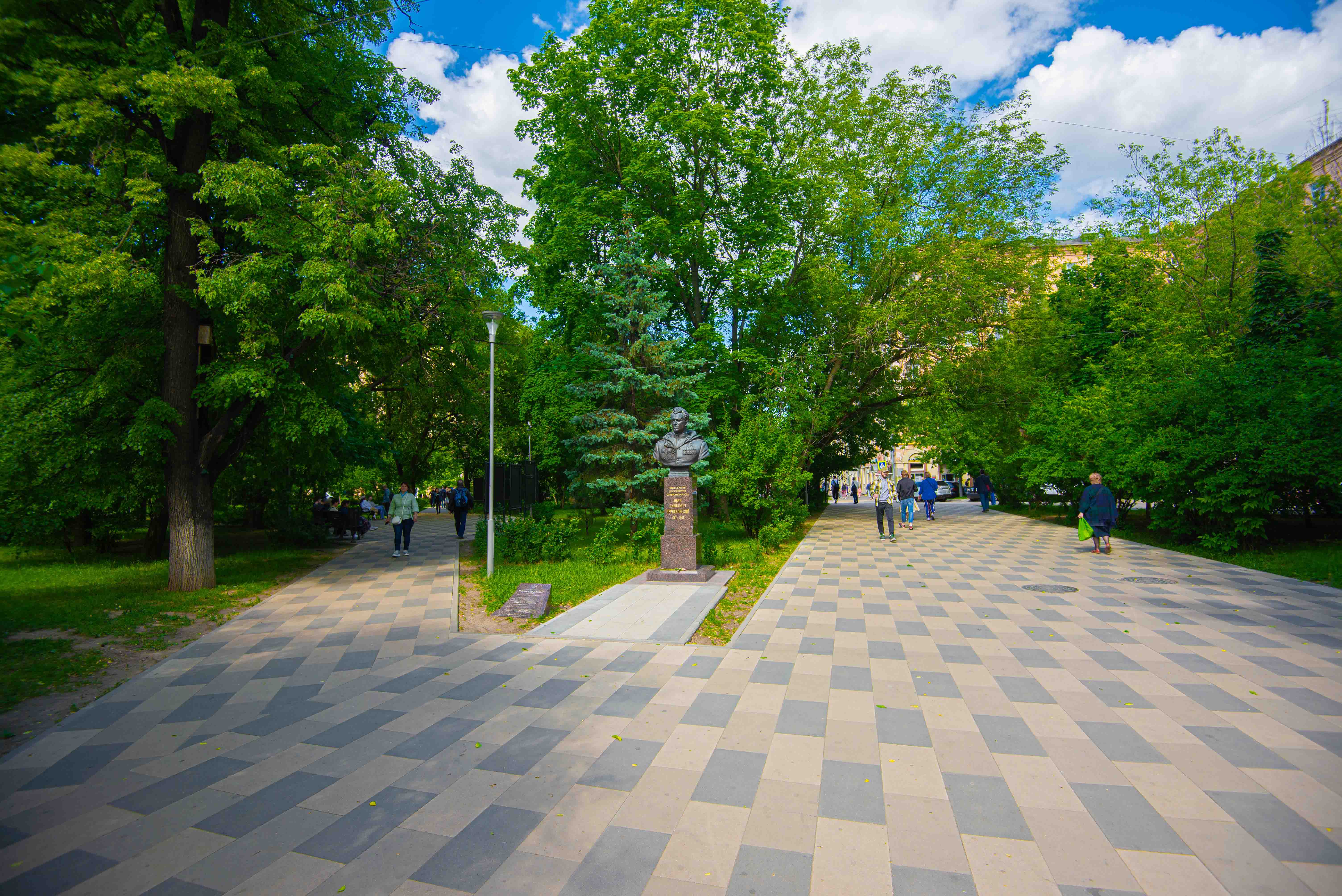
Памятник Ивану Даниловичу Черняховскому

### Сквер на улице Черняховского
Сквер площадью около 3 гектаров располагается на одной из центральных улиц района — улице Черняховского. Он протянулся от станции метро «Аэропорт» и Проектируемого проезда № 1211 до дома 17 корпус 1 по улице Черняховского. На входе в прогулочную зону со стороны Проектируемого проезда № 1211 в 2016 году был установлен бюст в честь военачальника Ивана Даниловича Черняховского, героя Великой Отечественной войны.
Сквер был обновлен в 2019 году в рамках благоустройства пешеходных подходов к станции метро «Аэропорт». У дома 9 строение 1 на улице Черняховского (учебный центр Федерального института развития образования) располагается детская площадка со столом для игры в настольный теннис и площадка для выгула собак, где установили современное оборудование для дрессировки и высокий забор. Вдоль прогулочной аллеи сквера расположено несколько зон для спокойного отдыха со скамейками и большими качелями. В рамках благоустройства сквер был дополнительно озеленен — здесь высадили сосны и рябины.

### Сквер у Амбулаторного пруда

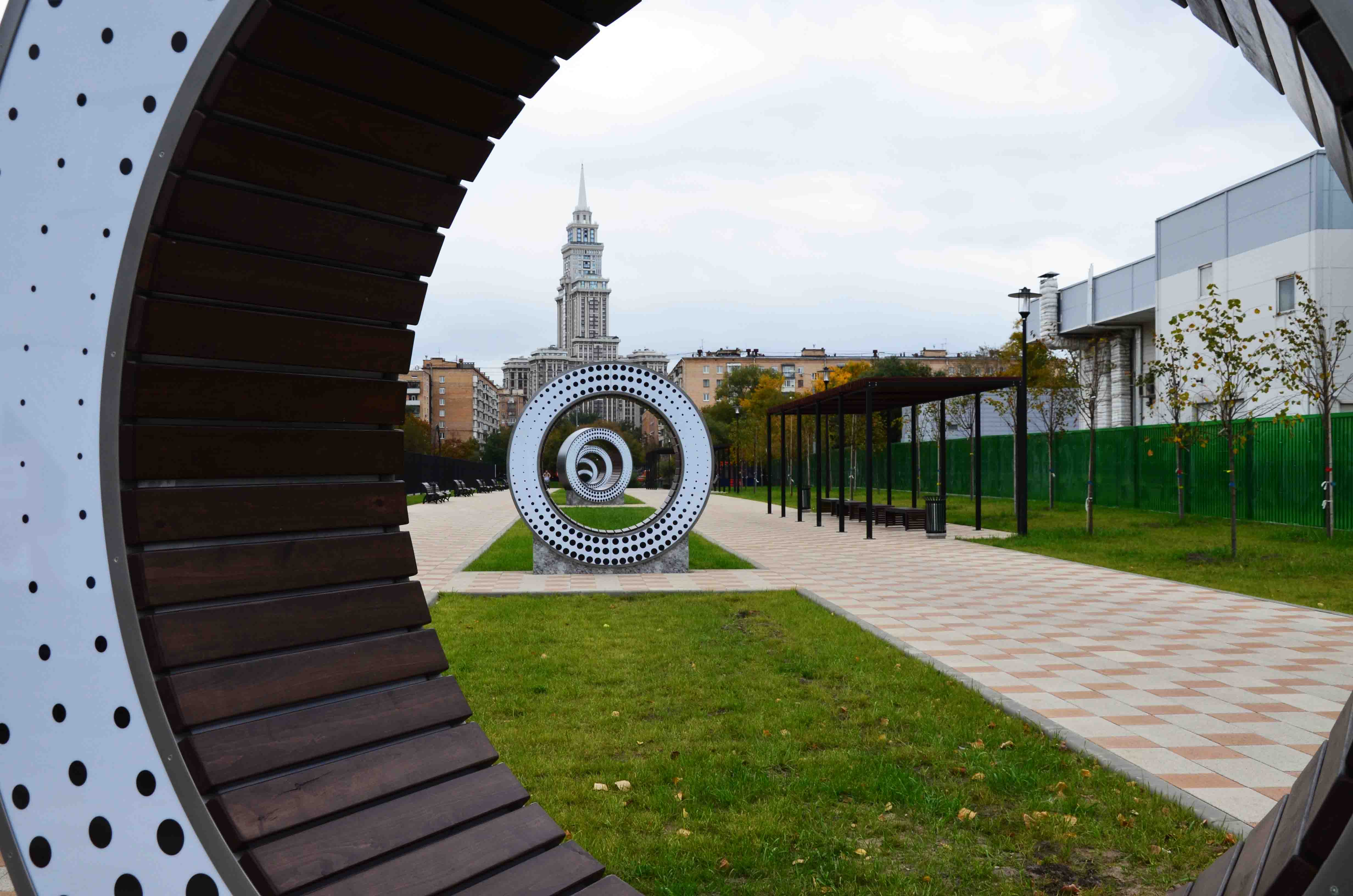
Круглые скамейки в сквере у Амбулаторного пруда

Сквер площадью около 2,7 гектаров располагается на территории вокруг Амбулаторного пруда, рядом с кинотеатром «Баку» по адресу: ул. Усиевича, д. 12-14. Водоем появился еще в XIX веке из-за запруживания когда-то протекавшего здесь участка реки Таракановки. Пруд был назван по располагавшимся неподалёку амбулатории и Амбулаторному переулку, который сегодня является частью улицы Самеда Вургуна. В рамках перестройки кинотеатра «Баку» в районный центр в 2021 году в сквере провели благоустройство. Вокруг пруда проложена набережная с фонарями, скамейками и шезлонгами, а на самом пруду установлены светодинамические плавающие фонтаны. В северной части сквера есть качели-лавочки, круглые скамейки в виде турбин самолета Як с подсветкой, воркауты и площадка для панна-футбола. В западной части сквера находятся две игровых площадки — одна для малышей, а вторая для детей постарше.

## Социальная сфера
На территории района действуют следующие организации социальной сферы:
- Комплексный центр социального обслуживания[27].
- Управление социальной защиты населения Северного административного округа г. Москвы[28].

### Образование
Район Аэропорт развивался как район для жизни и учёбы, поэтому здесь расположено несколько высших учебных заведений и студенческих общежитий. Среди ВУЗов можно выделить:
Московский автомобильно-дорожный государственный технический университет (МАДИ), Финансовый университет при Правительстве РФ, Корпус Высшей школы экономики (ВШЭ), Московскую академию предпринимательства

### Культура
В районе располагаются 5 библиотек, кинотеатр «Баку», Центральный дом авиации и космонавтики, Петровский путевой дворец и Петровский парк, площадью 22 га.

## Религия

### Православные храмы

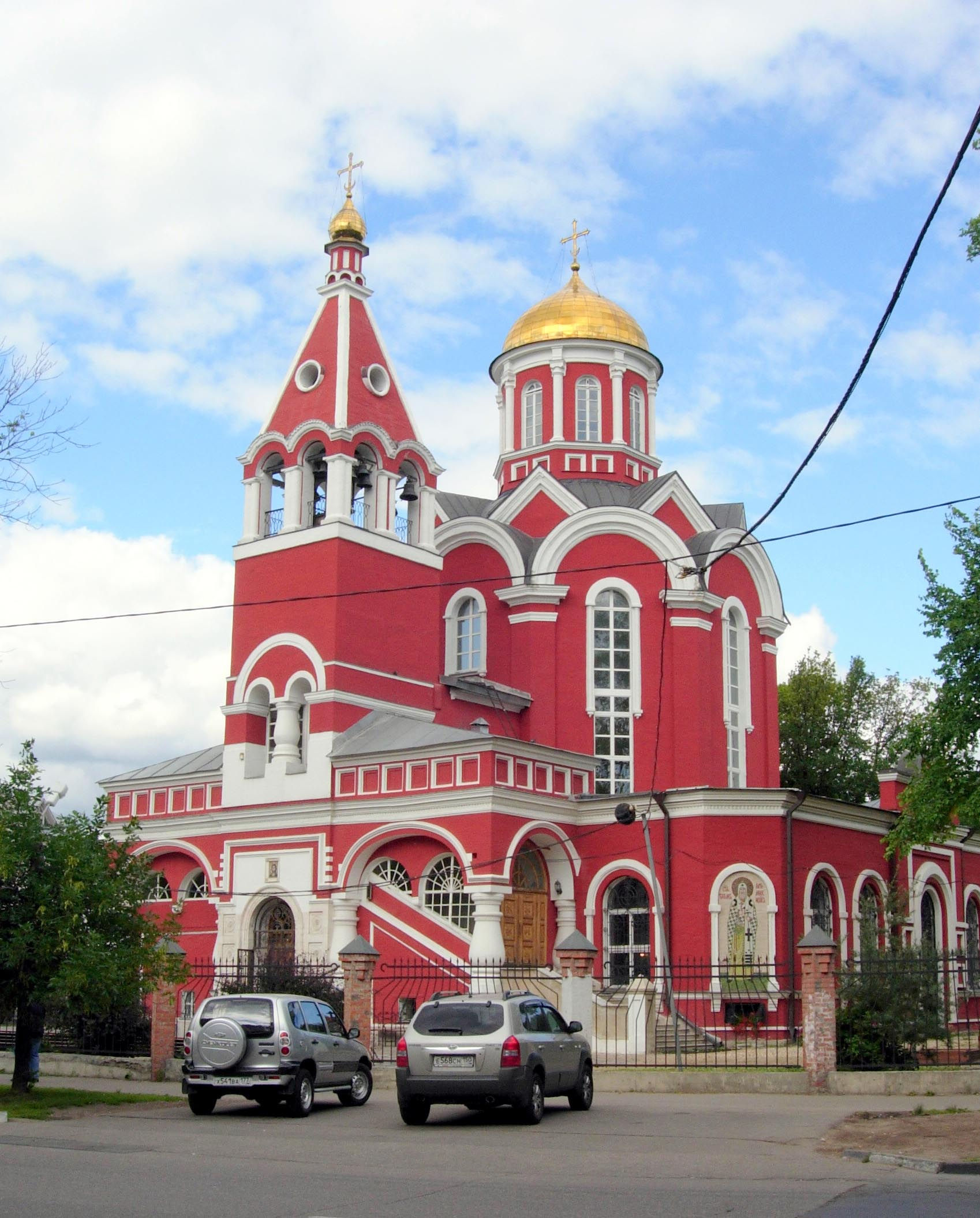
Благовещенская церковь в Петровском парке

В районе имеется три действующих православных храма:
- Храм Благовещения Пресвятой Богородицы в Петровском парке (ул. Красноармейская, дом 2, строение 2 «г»).
- Церковь Серафима Саровского при православном Свято-Софийском детском доме (ул. Самеда Вургуна, 3).
- Церковь священномученика Владимира Медведюка и новомучеников и исповедников Российских в Петровском парке (ул. Красноармейская, дом 2, строение 5).

Храмы входят в состав Всехсвятского благочиния Московской городской епархии Русской православной церкви.

## Экономика
Крупный завод ЖБИ № 23, расположенный на территории района, предполагается к выводу со сносом всех строений и высвобождением территории под комплексную жилую застройку. На месте завода планируется строительство 71 тыс. м2 жилья.

## Транспорт

### Метро
На границе района вдоль Ленинградского проспекта расположены станции метро «Динамо», «Аэропорт», «Сокол» Замоскворецкой линии, а также «Петровский парк» Большой кольцевой линии. По адресу "Ленинградское шоссе, 2б" расположено электродепо "Сокол", обслуживающее Замоскворецкую линию.

### Железнодорожный транспорт
На границах района расположена железнодорожная платформа линии МЦД-2 Красный Балтиец Рижского направления МЖД.

### Автобус
По району проходят автобусы e30, e30к, м1, н1, н12, т29, т42, т65, т70, т86, 22, 84, 105, 105к, 110, 207, 318, 356, 412, 692, 727, 818, 905.

### Трамвай
До 1999 года по улицам 8 Марта и Верхней Масловке ходил трамвай № 27. Также до 2004 года по Ленинградскому проспекту ходил маршрут № 23.

## Автомобильные дороги
Площадь дорог и проездов на территории района составляет 86,5 га (27 % площади).
Основные транспортные магистрали — это Ленинградский проспект и улицы Новая Башиловка и Нижняя Масловка, являющиеся частью Третьего транспортного кольца.
По границе района проходит одна из крупнейших магистралей Москвы — Северо-Западная хорда, в состав которой включена Балтийская улица, а также построенный под развязкой на Соколе и Замоскворецкой линией Московского метрополитена Алабяно-Балтийский тоннель. Сама Развязка на Соколе является уникальным инженерным сооружением, включающим в себя:
- Ленинградский тоннель, 660 м (действует с 1961 года);
- Волоколамский тоннель, 1 730 м (действует с 2009 года);
- Волоколамская эстакада;
- Алабяно-Балтийский тоннель.

## Видео
День Победы в районе Аэропорт, 2009 год